# Piercia ansorgei
Piercia ansorgei là một loài bướm đêm trong họ Geometridae.